# トニー・バーロウ
トニー・バーロウ（Tony Barrow、1936年5月11日 - 2016年5月14日）は、ビートルズの広報担当者。

## 人物
1936年、イギリスのリヴァプール郊外クロスビーで生まれる。マーチャントテイラーズ・スクール卒業後、ダラム大学に進む。ロンドンの大手レコード会社デッカでライナーノートを書く仕事をしていたところ、ビートルズのマネージャーのブライアン・エプスタインに引き抜かれ、1962年から1968年までエプスタインのネムズ・エンタープライズ初のロンドン支社の責任者、広報部の主任としてザ・ビートルズの広報担当となる。ビートルズのデビューから、世界制覇、最大のコンサート、日本公演、ビートルズ排斥運動など数々の歴史的場面に立ち会う。
2016年5月14日、イギリス中部にあるモーカムの自宅にて逝去。80歳没。

## 著書
- 『ビートルズ売り出し中! PRマンが見た4人の素顔』 河出書房新社(2007年)ISBN 978-4309204727